# Boeing 737 AEW&C
Boeing 737 AEW&C dvomotorni je zrakoplov za rano upozoravanje i kontrolu koji se temelji na dizajnu Boeinga 737 sljedeće generacije. Lakši je od Boeinga E-3 Sentry na bazi 707 i ima fiksnu, aktivnu elektronički skeniranu radarsku antenu umjesto rotirajuće. Dizajniran je za australsko Kraljevsko ratno zrakoplovstvo (RAAF) u okviru »Projekta Wedgetail« i označen kao E-7A Wedgetail.
737 AEW&C za sebe su odabrale turske zračne snage  (pod "Projekt Orao mira", turski: Barış Kartalı, označen kao E-7T), zračne snage Republike Koreje ("Projekt Oko mira", korejski: 피스 아이) , i Ujedinjeno Kraljevstvo (pod oznakom Wedgetail AEW1). U travnju 2022. Zračne snage Sjedinjenih Država objavile su da će AEW&C zamijeniti E-3 počevši od 2027. godine.

## Dizajn i razvoj
Australsko ministarstvo obrane ocijenilo je prijedloge zrakoplovne industrije za zračni nadzor i sustave ranog upozoravanja još 1986; daljnje studije dovele su do odobrenja prve faze projekta AIR 5077 1994. Godine 1996. Australija je izdala zahtjev za ponudu (RFP) za zrakoplov za RAAF u sklopu Projekta Wedgetail, koji se odnosi na autohtonog orla. Godine 1999. Australija je dodijelila Boeing Integrated Defence Systems ugovor za isporuku četiri AEW&C zrakoplova s mogućnošću narudžbe tri dodatna zrakoplova.
737 AEW&C ugrubo je sličan modelu 737-700ER. Koristi višenamjenski radar Multi-role Electronically Scanned Array (MESA) tvrtke Northrop Grumman Electronic Systems. Elektronički skenirani AEW i nadzorni radar nalazi se na leđnoj peraji na vrhu trupa i dizajniran je za minimalan aerodinamički učinak. Radar je sposoban za istodobnu pretragu zraka i mora, kontrolu zrakoplova lovaca i pretragu područja, s najvećim dometom od preko 600 km (u načinu pretraživanja). Osim toga, radarski antenski niz također služi i kao ELINT niz za prikupljanje nekomunikacijskih neprijateljskih signala, s najvećim dometom od preko 850 km na 9000 metara (30 000 stopa) nadmorske visine. Oprema za obradu radarskog signala i središnje računalo instalirani su neposredno ispod antenskog niza.
Druge modifikacije uključuju trbušne peraje kao protutežu radaru i protumjere postavljene na nos, vrhove krila i rep. Dopunjavanje goriva tijekom leta vrši se preko spremnika na vrhu prednjeg dijela trupa. Kabina ima osam upravljačkih konzola s dovoljno prostora za još četiri. Australska flota služit će se s deset konzola i s prostorom za još dvije (četiri na desnoj strani i šest na lijevoj strani).

## Tehnički podaci
- Posada: misija – šest do deset članova; let – dva člana[8]
- Kapacitet: 19 830 kg
- Duljina: 33,6 m
- Raspon krila: 35,8 m
- Visina: 12,5 m
- Krilo: B737D
- Površina krila: 91 m2
- Prazna masa: 46,606 kg
- Najveća masa pri polijetanju: 77 600 kg
- Pogon: 2 × CFM International CFM56-7B27A turboventilatora, svaki s 121 kN potiska

Performanse
- Brzina krstarenja: 850 km/h, 460 čv.
- Domet: 6500 km, 3.500 nm
- Granica leta: 12 500 m

Avionika
- Northrop Grumman višenamjenski radar s aktivnim elektroničkim skeniranjem